# 加拿大眾議院
加拿大眾議院，又譯加拿大下議院，是加拿大國會的一部分，並與上議院及君主組成整個立法機關。眾議院是整個立法機關唯一由民主產生的部分，現有343個議席。
加拿大國會是仿傚英國國會的西敏制，於1867年7月1日成立。眾議院於國會擁有最大的權力及最高的問責權。上議院通常不會駁回眾議院的法案，所有政府機構只需要向眾議院問責，而內閣亦只需要獲得眾議院的信任。
眾議院的任期為大選後至總督宣布解散，但是憲法列明不可超過五年。但是，因為戰略上的考慮，政府通常會於四年後宣布大選，來給予執政黨充分時間準備。

## 歷史
英國國會於1867年通過《英屬北美法案》，將加拿大省、新斯科舍省和新不伦瑞克省結合成加拿大聯邦（加拿大省同時廢除並分拆成安大略省和魁北克省），而加拿大眾議院亦同時成立。新成立的加拿大國會由君主、上議院和眾議院組成，並仿效英國國會所用之西敏制。然而，由於加拿大實行聯邦制，部分立法權是歸於各省的議會而非聯邦國會，這點也與實行單一制的英國有別。此外，英國國會當時仍凌駕於加拿大國會之上，並可就加拿大境内事務立法。《1931年西敏法令》通過後，英國國會自此通過的法案除少數個別情況外不再適用於加拿大和其他自治領。《1982年加拿大法令》更全面除去英國國會對加拿大的餘下少量立法權，加拿大的立法程序自此完全從英國獨立。

## 成員和選舉
根據《加拿大憲法》，國會眾議院不可以少於282個議席，而且，每個省份所得的眾議院議席不可少於2015年時獲分配的議席，或少於該省所得的上議院議席。
現時眾議院的343個議席都代表由加拿大選舉事務處劃分的選區，而所有選區都實行單議席單票制。
國家舉行大選前，總理需要要求總督解散眾議院。因為總理擁有所有決定權，所以選舉的日期都會有一些政治目的。一般來說，總理會於執政黨公信性最高時宣布。根據法例，大選需要於星期一舉行（公眾假期除外），而競選時期不可以少於36日。
國會於2007年通過法案，將下一次大選定於2009年10月19日，以及除非不信任動議令政府下台，大選會於四年後10月第三個星期一舉行，但是法案對總督並無任何約束力。
每個政黨都會以內部選舉產生他們的候選人，而獨立人士都有權參選。如果議會內任何議席出現空缺，政府需要於180日內公佈補選日期。一名普通國會議員（不是內閣成員或議長）於2021年的年薪為185,800元。為提高監察政府的能力，所有議員都獲言論免責權保護，不能以在議事堂內發表的言論被控告誹謗。
以下是加拿大各省和地區的議席分配：
| 省份/特區              | 議席下限 | 現議席分配 |
| ---------------------- | -------- | ---------- |
| 安大略省               | 121      | 122        |
| 魁北克省               | 78       | 78         |
| 英屬哥倫比亞（卑詩）省 | 42       | 43         |
| 艾伯塔省               | 34       | 37         |
| 马尼托巴省             | 14       | 14         |
| 萨斯喀彻温省           | 14       | 14         |
| 新斯科舍省             | 11       | 11         |
| 新不伦瑞克省           | 10       | 10         |
| 紐芬蘭與拉布拉多省     | 7        | 7          |
| 爱德华王子岛省         | 4        | 4          |
| 西北地区               | 1        | 1          |
| 育空地區               | 1        | 1          |
| 努纳武特地區           | 1        | 1          |

## 投票資格
除加拿大選舉事務署主席和副主席外，所有年滿18歲的加拿大國民都有資格投票（加拿大永久居民不能投票）。

## 參選資格
根據於2000年修訂的《加拿大選舉法案》，所有候選人需要在選舉日時為合資格選民，所以未滿18歲的國民或非國民都不可以成為候選人。候選人可以是選區以外的居民，並而沒有政黨背景的人士都有資格參選。所有參選人都要得到選區內至少50名居民的提名才可獲得參選資格。
根據《加拿大選舉法案》第65條，以下的國民不可以成為候選人：
- 非選民
- 因違反第502條而喪失資格的人(過去七年被判違反《加拿大選舉法案》)
- 現任省議員或地區議會議員
- 現任參議員
- 警長、在職法院書記或在職檢控官
- 因第四條而無投票資格的人 (加拿大選舉事務署主席及副主席)
- 現任法官
- 在監獄的囚犯
- 選舉事務職員

## 眾議院議長
議長是整個眾議院職位最高的議員。在會議進行時，國會議員被議長叫喚後可發言，須將向議長陳述意見（而非直接向其他議員發言）。
議長一職是由整個眾議院選舉產生的。議長通常會在大選後眾議院第一次集會时投票選出。但是，如果議長因為任何原因不可履行任務，眾議院要重新選出一個議長。除了總理、内閣、和各在野黨領袖以外，所有眾議院議員都有資格成為議長。如果有資格的議員不在選舉前一日下午6時前以書面形式宣佈退出議長選舉，該議員就會被視為候選人。議長的選舉由議會內連續任職時間最長，但又非內閣成員、黨魁、其黨之首席議員或黨鞭的議員來主持，候選人要得到50%的選票才可以成為眾議院議長。在1986年至2015年間，如果在任何一輪選舉沒有人得到50%的選票，得票最少及少於5%的候選人會被淘汰。於每輪選舉中間，各政黨會進行約一小時的黨團會議。選舉會進行到有一名候選人得到50%選票為止。之後，總理及官方反對黨領袖會隨即護送當選人上議長席上。
議長的責任包括保持辯論時的秩序。雖然議長通常為政黨成員，但在議事程序中需要保持中立，並在票數相同的情況外不得投票。假如任何表決出現贊成及反對票數相同時，議長必須按照丹尼森議長法則，而相應作出投票決定：在三讀程序或表決修正案時，議長必須維持現狀的前提下決定投票意向；在辯論過程的程序上，議長則要容許眾議院繼續辯論的前提下決定投票意向。例如，在2005年財政預算案二讀期間，議長在正反票數相同时投下決定性的一票來支持該動議。

## 程序
因為英語和法語都是加拿大聯邦政府的官方語言，國會議員可以用英語或法語進行講話。所有的議員都要議長的批准才可以開始講話。議院的講話或問題通常不會用其他議員的名字，而使用「來自～的尊貴議員」(Honourable member from ~)或「～部部長」(Minister of ~)的稱號。
議員不可以在同一條問題講話多過一次。除了總理或官方反對黨領袖以外，一個議員的講話不可以超過20分鐘。
如果反對黨用過長的講話時間來阻撓議事，執政黨會提出結束辯論而開始投票。